# Caféiculture au Kenya
L'industrie du café au  Kenya est remarquable par son système de production, de transformation, de fraisage, de marketing, et un système d'enchères organisé par des coopératives. Environ 70 % du café kenyan est produit par de petits producteurs. Le nombre de caféiculteurs au Kenya a été estimé en 2012 à environ 150 000, et les autres estimations font état de six millions de Kenyans employées directement ou indirectement dans l'industrie du café. Les principales régions de culture du café du Kenya sont les hauts plateaux autour du mont Kenya, l'Aberdare Gamme, Kisii, Nyanza, Bungoma, Nakuru, Kericho et à une plus petite échelle Machakos et Taita hills dans les provinces de l'est et de la côte respectivement.
L'acidité du sol dans les hauts-plateaux du centre du Kenya, la juste quantité de lumière du soleil et de pluie fournissent d'excellentes conditions pour la culture des plants de café. Le café du Kenya est de la variété "Colombia mild", et est bien connu pour son goût intense, corsé, agréable et aromatique avec des notes de cacao. Le café de haute qualité du Kenya est l'un des plus recherchés dans le monde. Toutefois, en raison d'un boom de l'immobilier dans les zones de culture de café et de l'instabilité des prix, la production dans cette région des Grands Lacs Africains a chuté de près de 130 000 tonnes en 1987/8 à 40 000 tonnes en 2011/12.

## Histoire

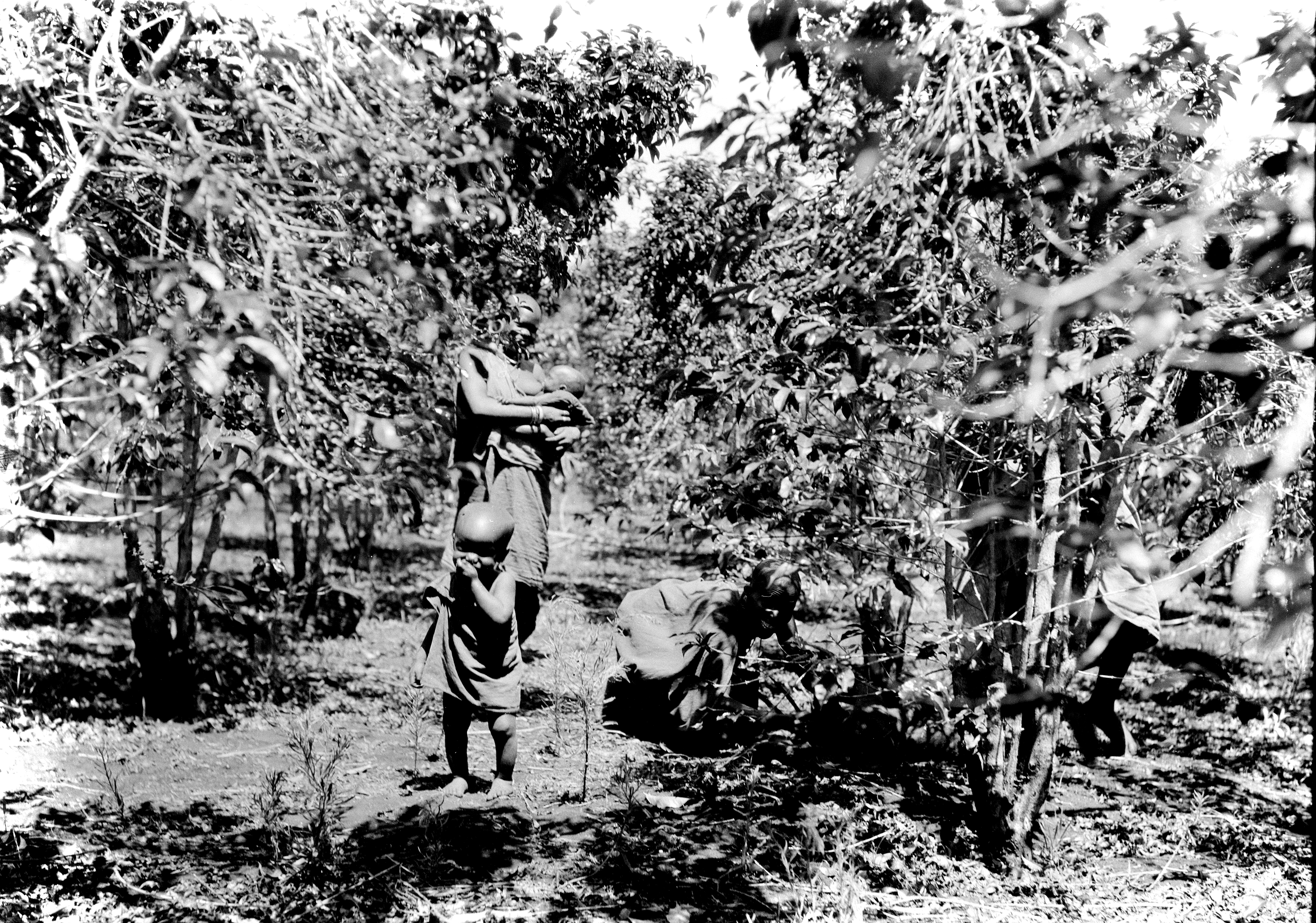
Un des plantations de café au Kenya, en 1936.

En dépit de sa proximité avec l'Éthiopie (largement considérée comme la région d'origine du café), une source déclare que le café n'était pas cultivé au Kenya avant 1893, lorsque la congrégation française du Saint-Esprit a introduit des caféiers venant de l'Île de la Réunion. Les fermes de la mission près de Nairobi, la capitale du Kenya, ont été utilisées comme le noyau autour duquel de la culture du café kenyanne s'est développée Une autre source prétend que ce sont les Britanniques qui ont introduit la culture du café au Kenya vers 1900.

## Taille des grains
Bien qu'il soit largement connu comme un type de café kenyan, le Kenya AA est en réalité une classification du café cultivé au Kenya. Les notes sont attribuées en fonction de la taille des grains. Les grains avec une taille d'éclats de 17 ou 18 (17/64 ou 18/64 de pouce) sont affectés à la classe AA, généralement les plus gros grains. La grande taille des grains est considérée par beaucoup comme un signe de qualité, mais il est important de noter que c'est seulement un des nombreux facteurs dans la détermination de la qualité du café.
La café kenyan est vendu une fois par semaine au Nairobi Coffee Exchange. Il est basé dans la  maison wakulima, sur la rue Exchange Lane à côté de Haile Selassie Avenue.
Le café est emballé dans des sacs de sisal de 60 kg, mais les offres sont faites par sac de 50 kg.
Ci-dessous un échantillon de la moyenne des prix du café (par sac de 50 kg) à la vente aux enchères :
- AA - $377.20
- AB - $317.42
- C - $239.19
- PB - $308.93
- T - $183.70
- TT - $252.51
- UG1 -$198.06
- UG2 -$104.81
- UG3- $116.63

## Principales entreprises, coopératives et usines
- Gikanda Cooperative Society — usines de Gichathaini, Kangocho et Ndaroinis (Mathira, Nyeri)
- Kirimiri (Thika)
- Baragwi farmers cooperative society (Kirinyaga)
- New Gikaru (Nyeri-Mukurwe-ini)
- Tekangu Cooperative Society — usines de Tegu, Karogoto et Ngunguru (Mathira, Nyeri)
- Thiriku Farmers Co-op Society (Thingingi Zone, Nyeri)
- Mutheka Farmers Co-operative Society - Chorong'i Coffee Factory (Nyeri), Kigwandi Coffee Factory (Nyeri), Kihuyo Coffee Factory (Nyeri), Muthuaini Coffee Factory (Nyeri), Kamuyu Coffee Factory (Nyeri), Kaihuri Coffee Factory (Nyeri)
- Iyego Farmers Cooperative Society - Main, Mununga, Gatubu, Marimira, Gitura, Kirangano, Watuha (muranga)